# دانييل نيكولاي
دانييل نيكولاي (بالرومانية: Daniel Niculae) هو لاعب كرة قدم روماني في مركز الهجوم ولد في يوم 6 أكتوبر 1981 في مدينة بوخارست عاصمة رومانيا يلعب حالاً مع نادي أوكسير، كما لعب مع منتخب رومانيا لكرة القدم.

## روابط خارجية
- دانييل نيكولاي على موقع الاتحاد الدولي (مؤرشف)  (الإنجليزية)
- دانييل نيكولاي على موقع الاتحاد الأوربي (الإنجليزية)
- دانييل نيكولاي على موقع رابطة كرة القدم الفرنسية للمحترفين (الإنجليزية)
- دانييل نيكولاي على موقع إي إس بي إن إف سي (الإنجليزية)
- دانييل نيكولاي على موقع قاعدة بيانات كرة القدم.إي يو (الإنجليزية)
- دانييل نيكولاي على موقع ليكيب (الفرنسية)
- دانييل نيكولاي على موقع ناشيونال فوتبول تيمز (الإنجليزية)
- دانييل نيكولاي على موقع Soccerway.com (الإنجليزية)
- دانييل نيكولاي على موقع عالم كرة القدم.نت (الإنجليزية)
- دانييل نيكولاي على موقع كووورة